# Primera División (Uruguay) 1948
Die Saison 1948 der Primera División war die 45. Spielzeit (die 17. der professionellen Ära) der höchsten uruguayischen Spielklasse im Fußball der Männer, der Primera División.
Die Primera División bestand in der Meisterschaftssaison des Jahres 1948 aus zehn Vereinen, deren Mannschaften in den insgesamt 50 Meisterschaftsspielen aufeinandertrafen. Die Saison endete nach Spielerstreik vorzeitig durch Abbruch. Es fanden lediglich 10 Spieltage statt. Weder Meister noch Absteiger wurden ermittelt. Die Tabellenführung zum Zeitpunkt der vorzeitigen Beendigung der Saison hatte Nacional Montevideo inne. Erfolgreichste Torschützen waren mit je 8 Treffern Oscar Omar Míguez und Manuel Loz. Teilweise werden Míguez jedoch neun Tore zugeschrieben.

## Jahrestabelle
| Pl. | Verein                  | Sp. | S | U | N | Tore    | Diff. | Punkte |
| --- | ----------------------- | --- | - | - | - | ------- | ----- | ------ |
| 1.  | Nacional Montevideo (M) | 10  | 8 | 2 | 0 | 029:600 | +23   | 18     |
| 2.  | Peñarol Montevideo      | 10  | 8 | 1 | 1 | 024:900 | +15   | 17     |
| 3.  | River Plate             | 10  | 5 | 2 | 3 | 020:180 | +2    | 12     |
| 4.  | Rampla Juniors          | 10  | 4 | 2 | 4 | 020:160 | +4    | 10     |
| 5.  | Liverpool FC            | 10  | 4 | 2 | 4 | 018:220 | −4    | 10     |
| 6.  | Club Atlético Defensor  | 10  | 3 | 3 | 4 | 019:210 | −2    | 09     |
| 7.  | Central                 | 10  | 3 | 2 | 5 | 017:220 | −5    | 08     |
| 8.  | Montevideo Wanderers    | 10  | 2 | 2 | 6 | 017:250 | −8    | 06     |
| 9.  | Danubio FC (N)          | 10  | 0 | 5 | 5 | 014:250 | −11   | 05     |
| 10. | CA Cerro                | 10  | 1 | 3 | 6 | 012:260 | −14   | 05     |

| (M) | Meister der vorangegangenen Saison  |
| (N) | Aufsteiger aus der Segunda División |